# Бранислав Недимовић
Бранислав Недимовић (Сремска Митровица, 27. новембар 1977) српски је политичар. Бивши је министар пољопривреде у Влади Републике Србије од 2016. до 2022. године. Обављао је функцију потпредседника Фудбалског савеза Србије.

## Биографија

### Политичка каријера
Основну школу и гимназију је завршио у родном граду. Дипломирао је на Правном факултету у Новом Саду.
Изабран је за народног посланика у Народној скупштини Републике Србије 2003. године, као члан ДСС-а. Поново биран за народног посланика 2008. године али се одрекао због функције градоначелника Сремске Митровице.
Исте године напустио ДСС, био је активан у покрету „Митровица европска регија", који је од 2009. године имао сарадњу са ДС у коју се учланио крајем 2010. године.
Године 2015. се учланио у СНС а од 2016. године је члан председништва. Потпредседник је и Управног одбора Националне алијансе за локални и економски развој.

### Фудбалски ангажмани
Недимовић је био члан млађих катеорија локалног Срема. Потом је прешао у Раднички, за који је дебитовао 1994. године против Железничара из Инђије. Фудбалом се касније бавио рекреативно. Током 2017. приступио је Слоги из Засавице која се такмичила у лиги најнижег степена. Две године касније с том екипом је освојио прво место на табели Градске лиге Сремске Митровице. Углавном је играо у нападу, као најистуренији фудбалер или по десној страни. На крају прелазног рока 2019. потписао је приступницу Граничару из Кузмина. Ту је остао до 2023. године, с изузетком периода који је провео у БСК-у из Бешенова. У септембру 2023. је приступио Борцу из Мартинаца.
На ванредној седници одржаној 14. марта 2023. биран је за потпредседника Фудбалског савеза Србије. Одлуком Извршног одбора овлашћен је да врши руководећу дужност у одсуству Драгана Џајића.